# Cobla Catalana dels Sons Essencials
La Cobla Catalana dels Sons Essencials és una cobla de solistes, improvisadors i polinstrumentistes que neix el 2011 amb la voluntat «d'exportar la tímbrica i els gèneres esporògens catalans». Els instrumentistes combinen la interpretació del flabiol, tible, tenora, trompeta, fiscorn, contrabaix, guitarra, veu solista i percussions amb el cant, les palmellades o la cuina catalana (pandero quadrat, castanyetes, espasí, pandereta. Defensen que la identitat musical catalana té una de les seues pedres angulars en la tímbrica de la cobla, i els seus fonaments rítmics resideixen en ball pla i rebatut, contrapàs, jota i rumba. El grup ha publicat el disc homònim Cobla Catalana dels Sons Essencials (2011), Terra d'espores (2014), L'Aloja (2016) i Si són flors, floriran (2018).

## Discografia
El primer disc va portar el nom de la formació. Combina els quatre gèneres esporògens catalans (rumba, jota, ball pla i contrapàs, i emparentats) amb «elements jazzístics, com ara solos improvisats de flabiol, tible, tenora, trompeta, fiscorns, violí, bateria i cuina catalana». El disc posa en pràctica dels postulats de Marcel Casellas, que considera que la presència desacomplexada dels gèneres i timbres genuïns és la baula feble de bona part de la música lleugera actual. Part de l'àlbum ha estat coreografiat per Joan Serra, Cesc Gelabert, Montserrat Colomé i David Martínez en l'espectacle Dreta a Decidir Executable. de l'Esbart Joaquim Ruyra, amb guió d'Esther Plana.
Terra d'espores va ser el segon disc amb un nom que fa referència al Manifest Esporògen escrit per Marcel Casellas, director artístic de grup. La presentació de l'àlbum es va fer al Museu d'Història de Catalunya entre el 2 de juliol i el 3 de setembre de 2014. Es va presentar en deu dies amb disset artistes invitats i deu glosadors. Les cançons de l'àlbum exploren la rumba, el ball pla, la jota i el contrapàs. Segons la revista Caramella, tots els temes del disc «són portats al terreny sempre lúdic i juganer propi de l'autor i travessats temàticament pel procés sobiranista —el disc s'obre amb "Els titelles de Sepharad" i es tanca amb la sardana "Nosaltres decidim". Una forma ben eloqüent de reunir en una sola idea l'autodeterminació musical i la nacional».
El 2016 van presentar el disc L'Aloja. Consta de deu peces de Marcel Casellas, entre els quals figuren contrapassos, rebatuts, balls plans i sardanes. Segons la revista Serra d'Or, Aloja «combina tots els instruments de la cobla tradicional amb la veu d'Heura Gaya i les percussions ètniques, posant-ho tot al servei del contrapàs, la sardana, la jota, el ball pla i amanint-ho amb uns considerables tocs jazzístics». L'Agrupament d'Esbarts Dansaires, que desitja recuperar les danses típiques catalanes, va participar en la seva presentació. El 2018 van presentar el seu quart disc amb el nom Si són flors, floriran.